# Leuciscus
Leuciscus là một chi cá trong họ cá chép Cyprinidae phân bố từ châu Âu cho tới vùng Siberia. 

## Các loài
Hiện hành có 17 loài được ghi nhận trong chi này:
- Leuciscus baicalensis (Dybowski, 1874)
- Leuciscus bearnensis (Blanchard, 1866)
- Leuciscus bergi Kashkarov, 1925
- Leuciscus burdigalensis Valenciennes, 1844
- Leuciscus chuanchicus (Kessler, 1876)
- Leuciscus danilewskii (Kessler, 1877)
- Leuciscus dzungaricus Paepke & F. Koch, 1998
- Leuciscus gaderanus Günther, 1899
- Leuciscus idus (Linnaeus, 1758) (Ide)
- Leuciscus latus (Keyserling, 1861)
- Leuciscus lehmanni J. F. Brandt, 1852 (Zeravshan dace)
- Leuciscus leuciscus (Linnaeus, 1758)
- Leuciscus lindbergi Zanin & Eremejev, 1934
- Leuciscus merzbacheri (Zugmayer, 1912)
- Leuciscus oxyrrhis (La Blanchère, 1873) (Long-snout dace)
- Leuciscus schmidti (Herzenstein, 1896)
- Leuciscus waleckii (Dybowski, 1869)